# Søvind
Søvind is een plaats in de Deense regio Midden-Jutland, gemeente Horsens, en telt 1038 inwoners (2008).

## Station

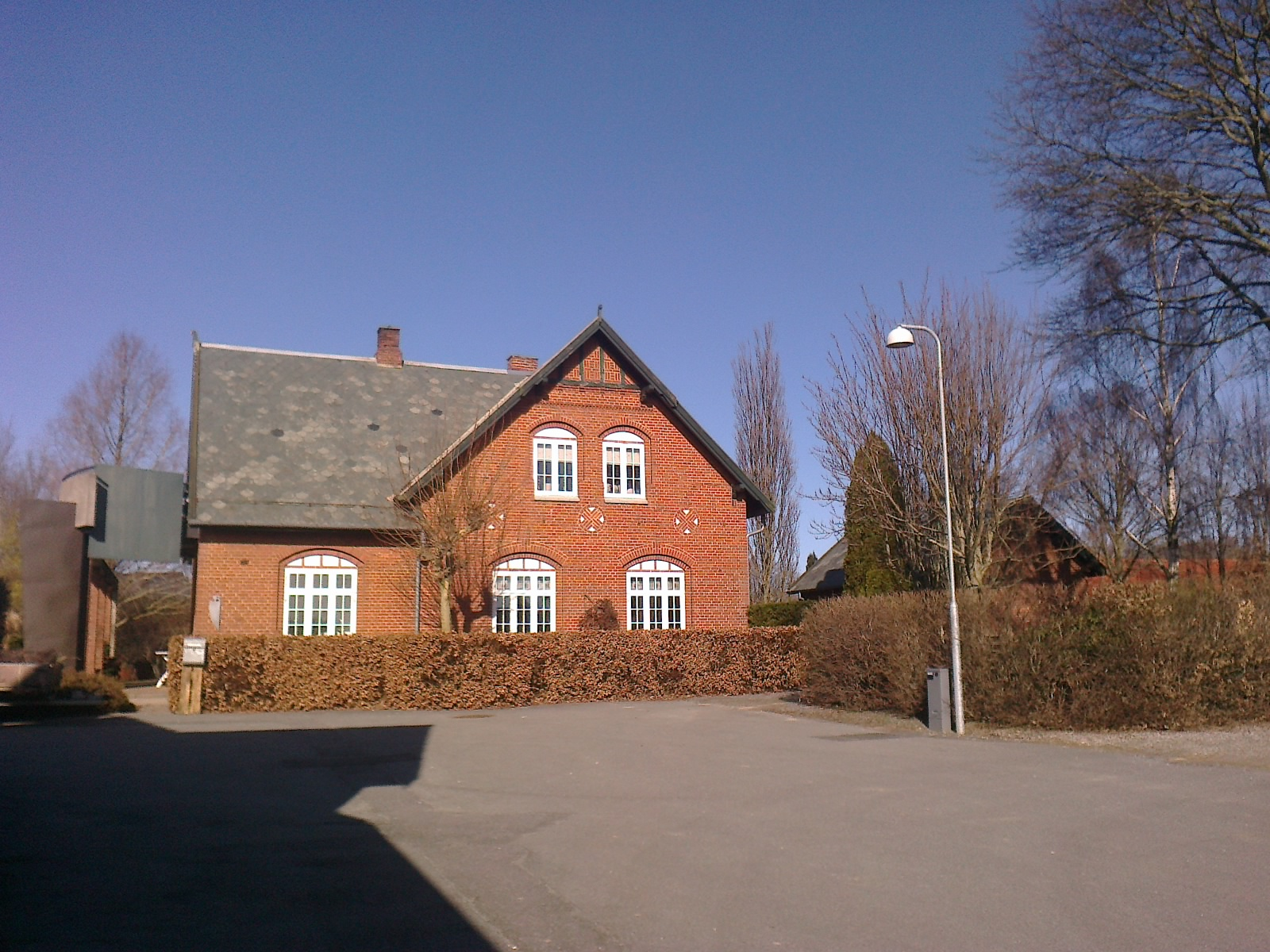
Voormalig station

Søvind ligt aan de route van de voormalige spoorlijn Horsens - Odder. Deze lijn is in gebruik geweest van 1904 tot 1967 en is inmiddels volledig opgebroken. Een aantal stationsgebouwen, waaronder het station van Søvind, is bewaard gebleven. 